# René Haquin
Pour les articles homonymes, voir Haquin.
Ne pas confondre avec le journaliste René-Pierre Hasquin.
René Haquin, né le 18 août 1941 à Beauraing et mort le 30 mars 2006 à Wancennes (Beauraing), est un journaliste belge au journal Le Soir.

## Biographie
Il avait travaillé comme correspondant à Vers L'Avenir en 1957, puis à La Libre Belgique en 1965, et enfin au Soir dès 1969.
Il a rédigé de très nombreux articles de journaux. Il a également participé à plusieurs émissions de radio ainsi qu'à diverses émissions et reportages télévisés. Journaliste d'investigation, il a consacré une grande partie de sa carrière à essayer de dénouer les grands dossiers judiciaires ayant marqué la Belgique ces dernières années (Tueurs du Brabant, CCC, Dutroux, Cools,...). Il est reconnu comme un des meilleurs journalistes d'investigation en Belgique.  
Auteur de plusieurs livres, Il publie Les Grands Dossiers criminels de Belgique (Ed. Racines), un condensé de sa carrière vouée au journalisme. Jan Bucquoy, un dessinateur flamand, en avait fait le héros de plusieurs de ses albums. 
Il est mort des suites d'un cancer bronchique à l'âge de 64 ans et est inhumé au cimetière de Wancennes. 

## Publications
- Sahel : la vague jaune ou Le Sahara sans rivage, 1974.
- Les guérisseurs philippins, 1977.
- Des taupes dans l'extrême-droite : la sûreté de l'État et le WNP, postface de Walter De Bock (nl), epo , 1984.
- Les Tueries du Brabant : enquête parlementaire sur la manière dont la lutte contre le banditisme et le terrorisme est organisée, 1990 (avec Jean Mottard).
- Par fil spécial, 1995.
- Les grandes affaires criminelles en Belgique, 1997 (avec André-Paul Duchâteau et René Henoumont).
- Les grands dossiers criminels en Belgique, 2005 (avec Pierre Stéphany).